# Valeri Bulixev
Valeri Bulixev   (Nijnegorski, 15 de juny de 1939 - Vsevolojsk, 15 d'agost de 2013) fou un atleta rus, especialista en curses de mig fons, que va competir sota bandera de la Unió Soviètica durant les dècades de 1950 i 1960.
En el seu palmarès destaca una medalla de plata en els 800 metres del Campionat d'Europa d'atletisme de 1962. També guanyà tres campionats nacionals, dos dels 800 metres (1963 i 1964) i un del 4x400 metres (1959), i va millorar en dues ocasions el rècord nacional dels 800 metres. Una vegada retirat va treballar com a entrenador.
Durant la seva carrera va prendre part en els Jocs Olímpics d'Estiu de 1960 i 1964, on quedà eliminat en sèries en la cursa dels 800 metres del programa d'atletisme.

## Millors marques
- 800 metres. 1' 46.9" (1964)[5][6]